# Paletería La Michoacana
La Michoacana é um grupo de diferentes sorveterias mexicanas, com uma estimativa de 8 a 15 mil locais no México. A "cadeia" é uma rede de modelo de negócios bem-sucedida de empresas familiares, nenhuma empresa as opera como uma franquia formal. Em 1992, Alejandro Andrade e um grupo de estudantes entusiastas do ITESO desenvolveram uma imagem que unificaria todas as lojas La Michoacana. E agora é uma imagem que pertence a toda a cidade de Tocumbo. Paleterias com o nome La Michoacana (ou variações desse nome) também são encontradas nos Estados Unidos, na América Central e na América do Sul.

## Polêmica
A estrutura informal do negócio levou a batalhas legais sobre os direitos da marca "La Michoacana". Atualmente, há três marcas diferentes no México que reivindicam a propriedade do nome. São elas: Paleterías La Michoacana, La Nueva Michoacana, e Helados La Michoacana. Todas elas apresentam a estética emblemática do nome, com paletas de cores rosa e preto, e com uma mulher mexicana no logotipo.
Além disso, devido ao fato de não serem operadas como franquias, mas sim como pequenas empresas independentes que optam por usar o nome, a qualidade do produto, o preço e a variedade, o produto em si pode variar muito entre os locais.